# 1888 Цзу Чун-Чжи
1888 Цзу Чун-Чжи (1888 Zu Chong-Zhi) — астероїд головного поясу, відкритий 9 листопада 1964 року.
Тіссеранів параметр щодо Юпітера — 3,415.
Названо на честь китайського астронома і математика Цзу Чунчжи (кит.: Zǔ Chōngzhī, 429—500).